# Chenās
Chenās (persiska: چوناس, چُناس, چَنَس, چناس) är en ort i Iran.   Den ligger i provinsen Markazi, i den centrala delen av landet, 270 km sydväst om huvudstaden Teheran. Chenās ligger 2 091 meter över havet och antalet invånare är 352.
Terrängen runt Chenās är kuperad.Runt Chenās är det ganska tätbefolkat, med 67 invånare per kvadratkilometer. Närmaste större samhälle är Bāzneh, 8,8 km nordväst om Chenās. Trakten runt Chenās består i huvudsak av gräsmarker.